# Abeokuta
Abeokuta är en stad i sydvästra Nigeria, cirka 80 km norr om Lagos. Den är administrativ huvudort för delstaten Ogun. Abeokuta är indelad i de två distrikten Abeokuta North och Abeokuta South och hade 451 607 invånare vid folkräkningen 2006.
Abeokuta är centrum i ett rikt och tätbefolkat jordbruksdistrikt. I staden bedrivs det bland annat handel med kakao, majs, palmolja, frukt, bomull, ris och kolanötter. Det finns en konservfabrik och flera bryggerier i Abeokuta.

## Kända personer från Abeokuta
- Peter Akinola, biskop
- Fela Kuti, musiker
- Olusẹgun Ọbasanjọ, politiker
- Wole Soyinka, författare
- Amos Tutuola, författare